# Charles du Bellay
Pour les autres membres de la famille, voir Famille du Bellay.
Charles du Bellay (?-14 septembre 1613, Alexain), sire du Bois-Thibault, ligueur, militaire français, mort en 1613.

## Biographie

### Origine
Il est le fils d'Eustache II du Bellay et de Guyonne d'Orenge. Il succéda à son père dans les terres du Bois-Thibault. Ce fut à l'aîné de ces enfants, alors à peine âgé de 20 ans, que fut attribuée la terre du Bois-Thibault pour sa part dans la succession de son père et de son aïeul.
Il résidait à cette époque au Château de la Feuillée où il habitait avec sa mère et ses frères et sœurs.

### Mariage
Au commencement de 1588, Pierre du Bellay, l'un des frères cadets de Charles, avait épousé Barbe d'Aulnières, veuve de Robert des Rotours, seigneur du Coudray, en Saint-Denis-du-Maine, et les deux nouveaux époux étaient allés habiter la terre de Soulgé
La femme de Pierre du Bellay avait eu de son premier mari deux filles qui, encore toutes jeunes, étaient élevées au Château du Coudray, sous la tutelle de leur oncle Jacques de Charnacé. L'aînée s'appelait Radegonde qui devait avoir en dot, en sa qualité d'aînée, avec la terre du Coudray, la châtellenie de Chemeré. Au printemps de 1589, malgré l'extrême jeunesse de Radegonde des Rotours, Du Bellay l'enleva, puis l'épousa par contrat du 2 mai 1589.

### Guerres de religion
Le mariage se fait au fort des guerres de la Ligue catholique. Après l'assassinat des princes de Guise aux États généraux de 1588-1589, une bonne moitié de la noblesse française avait pris les armes pour la défense de la religion catholique menacée et s'était déclarée pour l'Union.
Dans ces graves circonstances, Charles du Bellay n'avait pas hésité sur le parti à prendre. Issu d'une famille où, depuis le commencement des guerres religieuses, les traditions catholiques avaient toujours été en honneur, vassal de Charles de Mayenne, cousin de Pierre Le Cornu, tout le poussait à prendre rang parmi les plus ardents champions de la Ligue dans la région.

### Meurtre
Il va se rendre coupable d'un véritable guet-apens envers Louis Hurault, seigneur de Villeluisant. Ce dernier, mari de Judith de Chauvigné avait été pourvu de la charge de capitaine du Château de Lassay par une commission royale. Le 15 juin 1589, tandis qu'Hurault est à la messe dans la chapelle du château, Charles du Bellay apparut subitement à la tête d'une troupe d'hommes armés et le fit mettre à mort par son lieutenant, Jean d'Anthenaise, seigneur de la Bigne.
Charles du Bellay, qui avait agi sous le commandement de Charles de Mayenne, croyait rendre service à son parti ; il espérait, grâce à ce coup de main, s'emparer de la forteresse qui tenait dans sa dépendance toute la contrée environnante. Ce meurtre ne servit en rien les projets des ligueurs ; le Château de Lassay, très étroitement gardé, ne tomba pas pour cela aux mains de Charles du Bellay, et se maintint sous l'autorité du roi Henri III jusqu'à ce que celui-ci, instruit de l'événement, l'eût confié à la garde de Claude de Chauvigné, le propre oncle de la veuve de l'ancien gouverneur.

### Henri IV
Après l'assassinat d'Henri III, une grande partie de la noblesse catholique, royaliste avant tout, se rangeait du côté du roi de Navarre, devenu le seul prétendant légitime à la couronne de France.
Vers la fin de 1589, toutes les grandes villes du Maine ouvraient successivement leurs portes et acceptaient des gouverneurs à la dévotion du roi de Navarre. La situation de Charles du Bellay devenait de plus en plus critique : en vain Charles de Mayenne semblait-il disposé à lui donner « adveu de l'entreprinse sur le chasteau de Lassay et mort du dit Hurault comme faicte par le commandement» ; le 21 décembre, le roi, ayant égard à une requête présentée par Judith de Chauvigné, s'était empressé d'expédier des lettres patentes en forme de commission, aux termes desquelles, sur le rapport à lui fait de la requête en question « par l'ung des maistres de son hostel », il avait « commis et député le sieur de Richelieu, grant prévost de France et de son hostel, et à luy renvoyé la dite requeste, ensemble les parties, charges et informations ». Il était en outre « mandé et ordonné » à ce dernier de reprendre « les informations qui avoient déjà esté faictes », d'informer « de nouveau du meurtre et assassinat commis ès personne du dict défunct sieur de Villuisant contre Charles du Bellay et ses alliés et complices », de « faire et parfaire et juger son procès nonobstant oppositions et appellations quelconques », enfin au Grand prévôt de France étaient attribuées « toute court, juridiction et congnoissance du dit faict, ses circonstances et dépendances ». N'étant guère en sûreté, Charles du Bellay se réfugier en Bretagne, auprès de Philippe-Emmanuel de Lorraine, duc de Mercœur.

### La fuite en Bretagne
Du Bellay y commandait un régiment d'infanterie à lui et prit part a en avril 1590, à la tête de ce régiment, à l'entreprise de Lansac sur la ville et le Château de Mayenne. Lansac, après s'être d'abord rendu maître de la ville, ne tarda pas à en être chassé par l'Estelle et Hertré et contraint à se retirer en désordre avec ses troupes du côté de la Bretagne.
Charles du Bellay dut l'accompagner dans sa retraite et chercher de nouveau un refuge sur le sol breton. Le 4 mai 1590, le grand prévôt rendait enfin sa sentence au sujet du procès dont le jugement lui avait été confié ; par cette sentence le seigneur de la Feuillée était condamné à avoir la tête tranchée et à payer à la veuve de sa victime une somme de 20.000 écus.

### Le Bois-Thibault
Ses amis et ses serviteurs, dirigés par un de ses frères cadets, l'abbé de Fontaine-Daniel, René du Bellay, seigneur de la Palu, tenaient énergiquement la région pour l'Union.
Cette résistance finit par émouvoir le gouverneur de Lassay, Claude de Chauvigné, et le procureur du roi, qui chargèrent Jean Challière, sergent royal, de procéder à une information « à l'encontre de chascun de nobles Charles du Bellay, seigneur de la Feuillée et du Boys-Thébault, et noble René du Bellay, seigneur de la Palu, son frère, sur ce que l'on disoit que, nonobstant l'ordonnance et édict du roy, depuis cinq ou six mois aincza le dit sieur de la Palu et le dit sieur de la Feuillée ont tousjours tenu au chasteau du Boys-Thébault pour les princes de l'Unyon qui tiennent le party contraire au roy ».
Le jeune abbé de Fontaine-Daniel, au lieu de résider dans son monastère, était venu s'établir au Bois-Thibault, et tandis que son frère aîné était réfugié en Bretagne, il avait fait de ce manoir le quartier général des ligueurs dans la contrée. Il était l'âme de la résistance de ceux-ci contre la domination d'Henri IV, et c'est lui sans nul doute qui, par ses menées, avait poussé « par deulx foys » les « seigneurs et peuple » des environs à venir mettre le siège devant la forteresse où, tout près de là, commandait le gouverneur royaliste Claude de Chauvigné. Transformé ainsi en centre de résistance contre l'autorité royale, le Bois-Thibault avait fini par exciter à un si haut point les inquiétudes non seulement de Claude de Chauvigné, mais même du gouverneur de Mayenne, Arnault de Beauville, seigneur de l'Estelle, que celui-ci avait cru indispensable d'en aller faire le siège avec un petit corps de troupes et du canon.
Charles du Bellay, était toujours en Bretagne, auprès de Mercœur. C'était pour lui, après la condamnation capitale dont il avait été l'objet, le seul moyen de sauver sa tête. Il arriva pourtant un moment où il put reparaître en toute sécurité dans ses terres après la Bataille de Craon, dont les conséquences furent de replacer pour quelque temps les villes de Laval et de Mayenne, avec tout leur territoire, sous le pouvoir de l'Union. Mais Mayenne retomba au bout de quelques mois au pouvoir d'Henri IV, et, si nous retrouvons au mois de janvier suivant le mari de Radegonde des Rotours au Château de Soulgé, il ne pouvait déjà plus à cette époque se montrer au Bois-Thibault sans courir de grands dangers, la région étant désormais entièrement perdu pour les Ligueurs. À la suite de la Capitulation de Laval, Charles du Bellay n'eut plus d'autre ressource que de retourner en Bretagne, auprès du duc de Mercœur.

### La justice
Au reste, Judith de Chauvigné, remariée avec Jean de Madaillan de Lesparre, seigneur de Montataire, gentilhomme huguenot, était plus que jamais occupée à poursuivre en justice les meurtriers de son premier mari. Le fugitif étant considéré par la justice royale comme mort civilement, elle pouvait du moins s'adresser à ses héritiers présomptifs pour exiger d'eux le payement de cette somme de 20.000 écus à laquelle, sans préjudice de la peine capitale, Charles du Bellay avait été condamné envers elle et ses enfants. Ls biens composant la terre du Bois-Thibault qui avaient été saisis par autorité de justice en mai 1593, à la requête de la veuve du seigneur de Villeluisant .
À la suite de cette saisie, et après les délais et formalités nécessaires, Judith de Chauvigné avait obtenu du Parlement qu'il serait procédé à l'adjudication, et déjà elle avait mis une enchère de 14.000 écus ; mais les du Bellay, voyant « qu'il n'y avoit plus moyen de tirer l'affaire en longueur ny empescher l'adjudication par décret », inventèrent alors des moyens d'opposition. De là toute une série de procédures tant devant le sénéchal du Maine que devant la cour du Parlement, procédures au cours desquelles il intervint le 22 février 1596, devant cette dernière juridiction, de part et d'autre, des plaidoiries. Celles-ci aboutirent le 14 août suivant à un arrêt ordonnant que, sans avoir égard aux oppositions des du Bellay, il serait procédé Le plus tôt possible à l'adjudication. Mais cet arrêt en apparence si péremptoire n'eut pas les rapides conséquences qu'il paraissait entraîner, car en septembre 1598, la dame de Montataire se vit encore obligée de solliciter du Parlement que la terre en question lui fût adjugée. La famille du Bellay veillait toujours sur sa fortune et ses biens.

### L'amnistie
Les guerres de religion touchaient alors à leur terme. Déjà, en juillet 1595, Urbain de Laval Boisdauphin avait fait sa soumission, et celle d'Henri de Mayenne avait eu lieu au commencement de l'année 1596.
Les gentilshommes les plus attachés à la Ligue s'étaient empressés de reconnaître Henri IV comme leur roi légitime. Seul le duc de Mercœur s'obstinait à continuer la guerre, et le moment n'était pas encore venu où la Bretagne allait être entraînée dans la pacification générale. Pour lui, il ne devait songer à se soumettre qu'à la fin de 1597, après avoir essayé de soulever encore une fois les populations contre Henri IV. A cette époque, Charles du Bellay était toujours à son service, mais il n'était plus en Bretagne.
Il s'était rapproché de Craon où commandait Pierre Le Cornu, son cousin, sous les ordres duquel il s'était mis avec sa propre troupe. Après la défection de Mercœur, en février 1598, ce dernier fit à son tour sa paix avec le roi de France. Charles du Bellay s'était recommandé à Pierre Le Cornu qui ne l'avait pas oublié en traitant de sa reddition.
Henri IV le comprenait dans l'amnistie accordée par lui à son cousin. Il semble que, de retour auprès des siens , il ait mis une fois de plus les différents manoirs qu'il y possédait, en état de défense, et ait gardé une attitude hostile. Peut-être, jusqu'à ce que la paix générale fût proclamée, redoutait-il quelque agression de la part de ses ennemis, exaspérés de le voir préservé de la peine capitale. Ce qui est certain, c'est que dans une requête adressée au commencement de juin 1598 par Judith de Chauvigné au Parlement, il est dit que Charles du Bellay, avec ses complices, s'était retiré « en ses chasteaux, où il tient fort ».

### Retour en grâce
En tous cas, après la publication de la paix générale (12 juin 1598), Charles du Bellay ne tarda pas à rentrer complètement en grâce auprès d'Henri IV. Il est fait chevalier l'Ordre du Saint-Esprit et en le nommant gentilhomme ordinaire de la chambre du roi.
Il est vrai que, si le roi lui avait accordé son pardon, la dame de Montataire n'avait pas renoncé à poursuivre, à son défaut, les autres meurtriers de l'infortuné Villeluisant. C'est ainsi que le 1er octobre 1598 elle avait obtenu du prévôt de l'hôtel l'emprisonnement au Fort-l'Évêque de Jacques du Pont, sieur de Frédérie , et qu'en février 1601, le sieur de Montataire s'était emparé de la personne de Jean d'Anthenaise, sieur de la Bigne, « sans le vouloir délivrer à la justice et ce pour le contraindre d'entrer en composition et tirer argent » de lui.
En même temps, Judith de Chauvigné prétendait toujours se faire adjuger par décret en parlement la terre du Bois-Thibault. Nous la voyons le 3 février 1603 comparaître au greffe du Parlement, et mettre cette fois une enchère de 18.500 écus. Mais, chose assez curieuse, nous trouvons parmi les opposants aux criées le propre mari de la dame de Montataire, Jean de Madaillan de Lesparre, qui du reste le 22 mai suivant se fit adjuger la terre en question pour la somme de 42.000 livres. Néanmoins, du Bellay resta en possession de la terre du Bois-Thibault.
L'abbé Angot indique que Charles du Bellay fonda à Mayenne le couvent de l'Assomption de la Madeleine, où il appela ses deux filles, religieuses en d'autres couvents.

### Famille
Bien que Charles du Bellay fît le plus ordinairement sa résidence au château de la Feuillée en Alexain, on le trouve cependant parfois établi, durant cette période, au Bois-Thibault où il fait avec sa famille des séjours assez prolongés.
C'est en effet au Bois-Thibault  que Radegonde des Rotours accouche au commencement de mai 1602 d'Éléonore du Bellay, qui est baptisée le 5 du même mois dans l'église Saint-Fraimbault de Lassay. De même, le 4 novembre suivant, on voit noble Magdelon du Bellay, fils aîné, tenir, avec sa tante maternelle Renée des Rotours, un enfant sur les fonts baptismaux de cette église, C'est du reste en 1602 et en 1603 que Charles du Bellay s'était fait rendre par ses vassaux du Bois-Thibault les déclarations féodales qu'il n'avait pu recevoir dans les années troublées qui avaient précédé. Dans la plupart de ces 
déclarations, il est qualifié « chevalier de l'ordre du roy, seigneur de la Feuillée, la Courbe, le Couldray, la Pallu, le Bois-Thibault, le Hazay et Montohier »,. Il avait donc déjà reçu à cette époque-là d'Henri IV le collier de l'ordre du Saint-Esprit ; bien plus, en 1607, à l'occasion du mariage de sa belle-sœur Renée des Rotours avec René de Montesson il ajoute à son titre de chevalier de l'ordre du roi celui de « gentilhomme ordinaire de sa chambre ». Comme on le voit, il avait entièrement retrouvé les bonnes grâces de son souverain.
Au printemps de 1612, la terre et seigneurie de Montguerré à Montenay près la ville d'Ernée, au Duché de Mayenne, se trouva sur le point d'être mise en adjudication par décret. Charles du Bellay, qui désirait s'en rendre adjudicataire mais n'avait pas à sa disposition la somme nécessaire pour cette acquisition, fit emprunter par Radegonde des Rotours, alors à Paris, de « Mathurin de Sapvonnières, escuyer, seigneur de Linières », la somme de 7 200 livres tournois, en affectant à ce prêt, comme gage hypothécaire, ses quatre terres de la Feuillée, du Bois-Thibault, du Coudray et de Lignières. Dans l'acte qui fut passé à cet effet, la terre qui nous intéresse est ainsi spécifiée : « La terre et seigneurie du Boisthibault... consistant en maison seigneuriale, terres, prez, bois, cens, rentes et autres ses appartenances et dépendances, seize près le ville de Mayenne ».
Charles du Bellay mourut à la Feuillée le 14 septembre 1613 et fut enterré dans l'église d'Alexain le lendemain, « en présence de plusieurs gens d'église, comme curés, chappelains, jacobins et cordeliers, et grande quantité de nobles, et aultres du tiers estat ».

## Famille
Il laissait de son union avec Radegonde des Rotours deux fils : Magdelon et René, et cinq filles : Guyonne, Renée, Marguerite, Éléonore et Gabrielle.

## Sources partielles
- Adelstan de Beauchêne, Le Bois-Thibault : Étude Historique & Archéologique, Laval, – Imprimerie-Librairie Ve A. Goupil, 1912 (lire en ligne).
- Manuscrit du XVIIe siècle « Histoire généalogique de la maison du Bellay, où les vies des plus illustres personnages de cette maison sont rapportées et quelques-uns de leurs portraicts representez en taille doulce » ... ; avec « la pluspart des généalogies des maisons alliées... » et « la veritable histoire du royaulme d'Ivetot..., le tout justifié tant par l'histoire que par chartes... », de Louis Trinquant est présent à la Bibliothèque Sainte-Geneviève, sous la côte Manuscrit 537[44]. Il s'agit d'une des sources principales de toutes les biographies de la famille du Bellay. Une copie de ce manuscrit est disponible à la Médiathèque Toussaint d'Angers, sous la côte Manuscrit 1191[45].